# Moltas Swingsters
Moltas Swingsters är en svensk kortfilm från 2000 i regi av Filippa Pierrou. I rollerna ses bland andra Per Oscarsson, Kelly Tainton och Sten Ljunggren.

## Handling
Den gamla jazzmusikern Moltas Bolinder reser tillbaka till platsen för sin ungdomskärlek där han ska träffa All Stars Swingster, jazzbandet han spelade med som ung. En yngling, Sylvester Salamander, revolterar mot sin omgivning genom att välta kor och är därför eftersökt av polisen. Han gömmer sig i Moltas husvagn.

## Rollista
- Per Oscarsson – Moltas Bolinder, gammal swingmusiker
- Kelly Tainton – Sylvester Salamander, ung man som välter kor
- Sten Ljunggren – polismannen
- Karin Sandahl	– flickan Malva som tog Sidney Bechets klarinett
- Linus Torstensson – Moltas som ung
- Yohannes Asmerom – Sidney Bechet
- Benny Larsson	– polis
- Lars-Åke Ringström – polis
- Per-Anders Magnusson – bonde
- Gunnar Andersson – bonde
- Lars-Åke Ringström – radioröst
- Christian Holmström – radioröst
- Maria Becker – radioröst
- Frank Britt – radioröst
- Sofia Piel – radioröst
- Aiva Insulander – ko-rop

## Om filmen
Filmen producerades av Anja Erlandsson och Linda Clementson för Fantomfilm Produktion AB. Den fotades av Hans Welin, klipptes av Andreas Jonsson och skrevs av Carina Dahl. Den premiärvisades den 30 januari 2000 på Göteborgs filmfestival och hade biopremiär den 9 september på Zita i Stockholm.